# Kings of Metal
Kings of Metal je šesté studiové album americké heavymetalové skupiny Manowar vydané v roce 1988.
Hudebně je album zařaditelné jako typický představitel power metalu konce 80. a začátku 90. let. Obsahuje především epicky vystavěné skladby se silnou melodickou linkou a výraznou rytmikou. Jedná se o koncepční (monotematické) album; jednotícím tématem je postava „čtyř králů metalu“, což jsou jakási alter ega členů skupiny, kteří vyzbrojeni jako hrdinové fantasy příběhů (meč, sekyra, kladivo a kopí) bojují za pravý heavy metal. Tento motiv lze najít především v titulní Kings of Metal, The Crown and the Ring (Lament of the Kings), The Warriors Prayer a Blood of the Kings.
Desku otevírá rychlá skladba Wheels of Fire s intrem zvuku motocyklu a textem oslavujícím motorkářskou kulturu. Po absenci na minulém albu se vrací tradiční Joey DeMaiova instrumentální skladba na basovou kytaru, Sting of the Bumblebee, tentokrát na motivy „Letu čmeláka“ Rimského-Korsakova. Následuje The Crown and the Ring (Lament of the Kings), baladická skladba pouze s doprovodem varhan a 100-hlasého mužského chrámového sboru natočená v katedrále sv. Pavla v Birminghamu.
Koncepci alba se vymyká sedmá skladba, Pleasure Slave, se sexuálně zabarveným textem, která ovšem vyšla pouze jako bonusová na některých edicích. Po smrtí a bojem inspirované rychlé Hail and Kill následuje mluvené intro The Warriors Prayer, příběh „Králů metalu“, který vypráví dědeček svému vnukovi. Na to navazuje a album tematicky uzavírá Blood of the Kings.
Toto je poslední album, které se skupinou nahrál kytarista a zakládající člen Ross The Boss.

## Seznam písní
1. "Wheels of Fire" – 4:11
2. "Kings of Metal" – 3:43
3. "Heart of Steel" – 5:10
4. "Sting of the Bumblebee" – 2:45
5. "The Crown and the Ring (Lament of the Kings)" – 4:46
6. "Kingdom Come" – 3:55
7. "Pleasure Slave" – 5:37
8. "Hail and Kill" – 5:54
9. "The Warrior's Prayer" – 4:20
10. "Blood of the Kings" – 7:30

Autor všech skladeb Joey DeMaio.